# Ramsey Campbell
John Ramsey Campbell, född 4 januari 1946 i Liverpool, är en brittisk författare.
Campbell anses vara en av det sena 1900-talets bästa skräckförfattare och han medverkar som gästskribent i amerikanska filmtidskriften Video Watchdog.